# Maison Landemaine
 (octobre 2021).
Maison Landemaine est une chaîne française de boulangeries fondée en 2007. Fin 2021, elle dispose d'une vingtaine de points de vente en région parisienne, d'un à Lille ainsi que de quatre adresses à Tokyo, au Japon. En février 2020, la maison Landemaine fonde Land and Monkeys, une boulangerie végane située boulevard Beaumarchais à Paris. D'autres magasins Land and Monkeys, qui proposent des produits végétaliens, ouvrent à Paris.